# Hata Toyokichi

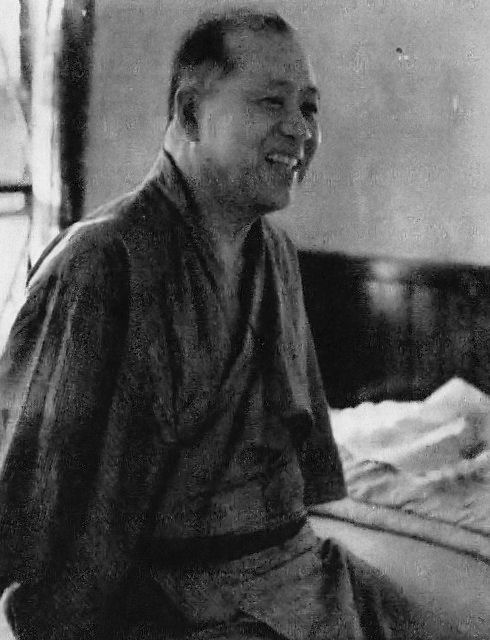
Hata Toyokichi

Hata Toyokichi (japanisch 秦 豊吉; geboren 14. Januar 1892 in Tokio; gestorben 5. Juli 1956) war ein japanischer Geschäftsmann, Regisseur, Übersetzer, Essayist und Entertainer.

## Leben und Wirken
Hata Toyokichi war ein Neffe des Kabuki-Schauspielers Matsumoto Kōshirō VII. (松本幸四郎 (7代目); 1870–1949). Er schloss 1917 sein Studium an der Universität Tokio im Fach Rechtswissenschaften ab. Dann arbeitete für die Mitsubishi Corporation, interessierte sich aber sehr für Literatur und übersetzte aus dem Deutschen. Ab 1917 hielt er sich auf Anweisung von Mitsubishi in Berlin auf. Dort ging er viel ins Theater und wurde zu Gerhart Hauptmann eingeladen. 1923 kehrte er nach Japan zurück um zu heiraten. Er besuchte den nach Kansai umgezogenen Tanizaki Jun’ichirō, der ihm angeblich als Vorlage für die „Die Geschichte von Tomoda und Matsunaga“ (友田と松永の話) diente.
Nach seiner Rückkehr nach Japan schrieb Hata 1932 unter dem Pseudonym „Marquis de Sade“ (丸木砂土) den Roman „Die halbe Jungfrau“ (半処女) und erotische Essays und übersetzte Goethes „Faust“. Während er bei der Mitsubishi Joint Stock Company arbeitete, übersetzte er Remarques „Im Westen nichts Neues“. Das Buch erschien 1929 und war das erste Buch des ursprünglich reinen Magazin-Verlages Chūōkoron-sha (中央公論社) und wurde zum Bestseller. 1932 verließ er Mitsubishi. 1933 schloss er sich dem „Tōkyō Takarazuka Theater“ (東京宝塚劇場) an, einem Zweig des Revue-Theaters in Takarazuka, und wurde 1940 dessen Präsident.
Nach dem Zweiten Weltkrieg zeigte er auf der Bühne des „Shinjuku Teitoza“ (新宿帝都座) Japans erste Stripper-Show unter dem Titel „Gakubuchi shō“ (額縁ショー), etwa „Show am Bühnenrand“. 1950 wurde er Präsident des „Imperial Theatre“ und produzierte Musicals wie „Morgan Oyuki“
Zu seinen Schriften gehört „Gekijō nijū-nen“ (劇場二十年) – „20 Jahre Theater“.